# Martino Bonacina
Martino Bonacina (Milano, 1585 – Vienna, 1631) è stato un vescovo cattolico e giurista italiano.

## Biografia

De contractibus, 1623 (Fondazione Mansutti, Milano).

Di origine nobiliare, si unisce alla congregazione degli oblati di Sant'Ambrogio. In seguito diventa docente di diritto civile e canonico al Collegio Elvetico, dove dirige il seminario di rinnovamento pastorale secondo le indicazioni del Concilio di Trento, già iniziato da Carlo Borromeo. Più tardi si trasferisce a Roma, pubblicando alcuni trattati sui rapporti tra teologia e dogma in relazioni alla società. Nel 1631 diventa vescovo titolare di Utica, per poi morire nei pressi di Vienna durante una missione diplomatica.
Il suo trattato De contractibus et restitutione analizza la distanza tra la dottrina teologica e la prassi economica, utilizzando il commercio come esempio di studio. Secondo l'autore, la differenza tra la vita pratica e la morale dogmatica del Cristianesimo richiede di colmare questo divario. Nel suo studio Bonacina si interessa ai problemi di credito, imposte e assicurazioni. Il volume fu pubblicato prima nel 1619, ristampato in numerose edizioni.

## Genealogia episcopale
La genealogia episcopale è:
- Cardinale Scipione Rebiba
- Cardinale Giulio Antonio Santori
- Vescovo Placido della Marra
- Cardinale Melchior Khlesl
- Cardinale Giovanni Battista Maria Pallotta
- Vescovo Martino Bonacina